# 西ヨーロッパ時間
西ヨーロッパ時間（にしヨーロッパじかん、WET: Western European Time）は、ポルトガル・イギリス・アイルランド・アイスランド・カナリア諸島・フェロー諸島・マデイラ諸島・グリーンランド北東部などで用いられている標準時。協定世界時 (UTC: Universal Time Coordinated) に一致している。UTC+0。
なお、ポルトガルでもアゾレス諸島はUTC-1を採用している（ポルトガル本土より1時間遅れ）。ただし、イギリス（英国時間）においては、伝統的に標準時としてグリニッジ標準時 (GMT: Greenwich Mean Time, UTC+0)、夏時間として英国夏時間 (BST: British Summer Time, UTC+1) を、それぞれ名称として用いている。

## 夏時間
西ヨーロッパ時間を採用しているアイスランド以外の国では、3月最終日曜日の午前1時（夏時間では午前2時）から10月最終日曜日の午前1時（夏時間では午前2時）までは、夏時間の西ヨーロッパ夏時間 (WEST: Western European Summer Time, UTC+1) が用いられている。
| 開始                           | 終了                          |
| ------------------------------ | ----------------------------- |
| 2014年10月26日(日) 01:00 (UTC) | 2015年3月29日(日) 01:00 (UTC) |
| 2015年10月25日(日) 01:00 (UTC) | 2016年3月27日(日) 01:00 (UTC) |
| 2016年10月30日(日) 01:00 (UTC) | 2017年3月26日(日) 01:00 (UTC) |
| 2017年10月29日(日) 01:00 (UTC) | 2018年3月25日(日) 01:00 (UTC) |
| 2018年10月28日(日) 01:00 (UTC) | 2019年3月31日(日) 01:00 (UTC) |
| 2019年10月27日(日) 01:00 (UTC) | 2020年3月29日(日) 01:00 (UTC) |
| 2020年10月25日(日) 01:00 (UTC) | 2021年3月28日(日) 01:00 (UTC) |

## 該当国
- イギリス　(海外領土を除く)
- アイルランド
- ポルトガル　(アゾレス諸島を除く)
- スペイン　(カナリア諸島)
- フェロー諸島　(デンマーク領)
- アイスランド (夏時間なし)